# Рюгзеггер, Эви
Э́ви Рюгзе́ггер (нем. Evi Rüegsegger, известна также как Э́ви А́ттингер, нем. Evi Attinger) — швейцарская кёрлингистка.
В составе женской сборной Швейцарии участник и серебряный призёр чемпионата мира 1984, участник и призёр двух чемпионатов Европы. Двухкратная чемпионка Швейцарии.
Играла в основном на позиции первого.

## Достижения
- Чемпионат мира по кёрлингу среди женщин: серебро (1984).
- Чемпионат Европы по кёрлингу: серебро (1978), бронза (1984).
- Чемпионат Швейцарии по кёрлингу среди женщин: золото (1978, 1984).[4]

## Команды
| Сезон   | Четвёртый            | Третий          | Второй          | Первый          | Турниры            |
| ------- | -------------------- | --------------- | --------------- | --------------- | ------------------ |
| 1977—78 | Heidi Attinger       | Dorli Broger    | Бригитта Кинаст | Эви Рюгзеггер   | ЧШЖ 1978           |
| 1978—79 | Heidi Neuenschwander | Dorli Broger    | Бригитта Кинаст | Эви Рюгзеггер   | ЧЕ 1978            |
| 1983—84 | Бригитта Кинаст      | Ирен Бюрги      | Эрика Фревайн   | Эви Рюгзеггер   | ЧШЖ 1984 · ЧМ 1984 |
| 1984—85 | Ирен Бюрги           | Isabelle Köpfli | Эви Аттингер    | Бригитта Кинаст | ЧЕ 1984            |

(скипы выделены полужирным шрифтом)